# 小魔女學園
《小魔女學園》是由吉成曜和Trigger製作的日本動畫作品。2013年3月2日於《動畫未來2013》上映動畫電影《小魔女學園》，2015年上映續篇《小魔女學園：魔法遊行》（リトルウィッチアカデミア 魔法仕掛けのパレード），2017年1月播映電視動畫《小魔女學園》開始播映。電視動畫非劇場版續篇。除動畫外，作品亦改編成電子遊戲和漫畫、小說等作品。

## 故事大綱

### 劇場版

#### 動畫未來2013
憧憬魔女閃亮夏莉歐的亞可，進入了魔法學園就讀，一般家庭出身的亞可做任何事都無法得心應手，也時常被嘲弄。某次亞可為了在地下迷宮尋寶課程中得到好成績，偶然在破銅爛鐵山中發現了夏莉歐的法杖，此時黛安娜無意解放的龍在迷宮裡造成大混亂……

#### 魔法遊行
新月（Luna Nova）魔法學校的學生亞可、洛蒂、蘇西一如往常地在學園裡引發各種問題，之後老師要求亞可等人，與同樣經常引發問題的阿曼達、康絲坦茲、雅絲敏卡協力完成每年會在街上展出的魔女遊行……

### 電視動畫
篝敦子（亞可）受到閃耀夏莉歐的魔法表演啟發進入魔女學校新月魔法學校就讀，她期望成為像夏莉歐一樣帶給眾人歡笑，但她沒有魔力、更不能騎掃帚，因此在前往學校的靈脈前受到嘲笑。她受到新生洛蒂和蘇西的協助得以進入靈脈，但卻意外掉進被禁止進入的大角星森林並受到蛇尾雞的攻擊，亞可在森林裡發現夏莉歐的魔杖「閃耀之杖」並展現出成為魔女的決心，新月學園的教師娥蘇拉現身，傳授亞可啟動閃耀之杖所需的咒語，讓她們得以逃離危機並趕上開學典禮。亞可、洛蒂和蘇西成為室友。
由於不會魔法，亞可成為學生後受到許多挫折，並與優等生黛安娜產生衝突。在掃帚競速賽時，亞可在魔法咖啡廳裡發現一柄因為太過強大而被封印的掃帚「流星丸」，亞曼達偷走了掃帚，卻無法在比賽中駕馭它，亞可捉住了流星丸並趕上黛安娜，但她仍舊被流星丸甩下並輸了比賽。
黛安娜透過文獻得知關於七個言之端葉的傳說，若以這七個詞彙啟動閃耀之杖，被遠古九大魔女封印在大角星森林的力量將會被釋放。亞可在藍色深淵見到無所不知的精靈，她表示自己不願意已失去記憶為代價來成為實現夢想，並喚醒了閃耀之杖的力量驅離精靈。在亞可昏過去之後，被透露為夏莉歐的娥蘇拉揭示了精靈的真實身分——伍德沃德教授，伍德沃德表示亞可已經說出了兩個言之端葉，並希望娥蘇拉指引亞可找到剩下的言之端葉。
在慶祝完薩溫節後，新月魔法學校的精靈罷工並希望獲得更多的魔力，一名教授現代魔法的新任教師克洛娃現身並解決能源危機，但她讓校園更科技化的做法引發一些維護傳統的教師不滿。實際上，這場危機由克洛娃暗中策劃，她的目的是透過科學魔法解除遠古九大魔女的封印，她強化因球賽落敗而不滿的暴動群眾的負面情緒並轉化為魔力，注入自製的漆黑魔杖，當亞可發現這一點後受到克洛娃攻擊，娥蘇拉救了亞可並終於向她展現自己的真實身分。克洛娃更表明夏莉歐在十年前的表演中吸收了她的觀眾的魔力，這也是亞可沒有魔力的原因。
娥蘇拉的回憶顯示，隨著夏莉歐的觀眾追求更壯觀的表演，她需要的魔力也更多，因此在克洛娃有所隱瞞的前提下使用了她的技術，並在得知真相後消失行蹤不明。回到現在，黛安娜找到受創的亞可，表示自己也曾憧憬過夏莉歐、與亞可看過同一場表演，並表示自己透過不斷的練習取回了當初失去的魔力。娥蘇拉與克洛娃正面對決，她拘束了娥蘇拉並用漆黑魔杖解除了大角星森林的封印，但驚異地發現被封印的只是一支能施放簡單魔法的樹枝。此時漆黑魔杖暴走，吞噬了娥蘇拉，亞可等人及時趕到並用閃耀之杖救了她，亞可原諒了娥蘇拉，並因此喚醒了最後一個言之端葉，把大角星森林變成美麗的森林，但此時漆黑魔杖的能量卻附著在導彈上並啟動了它。
亞可和她的夥伴把掃帚連成類似多節火箭的長掃帚，衝上太空阻止導彈，她們的英姿透過魔法在全世界直播，相信她們能阻止威脅的心成為了她們的魔法，並將閃耀之杖的力量發揮到極限。亞可和黛安娜在歸來的流星丸的協助下，使用閃耀之杖摧毀導彈。最後，履行職責的閃耀之杖消失了，克洛娃遭到逮捕，而亞可終於學會了騎掃帚飛行。

## 登場人物

### 新月學園學生

#### 紅組
篝 敦子（Atsuko Kagari，聲：潘惠美）
本作主人公。昵称“亞可（アッコ，Akko）”，魔女養成名門學校「新月魔法學校」的見習魔女。
性格溫順和善，在學校總是惹出了不少麻煩事來。非魔女家系的一般日本家庭出身，能力也落後其他學生，甚至不會騎掃帚。
不擅長學習，但在〈魔法遊行〉篇能看見其為了達到目標努力學習的樣子。
年幼時看了閃亮夏莉歐的表演秀後就立志成為魔女，從黛安娜為首周圍的人對此都無法理解。
對於否定夏莉歐的黛安娜抱有強烈的競爭意識；電視版也是如此，但也對黛安娜十分敬佩。
在《宇宙巡警露露子》最終話，以繼承TRIGGER新作主角身份登場。
洛蒂·楊森（Lotte Jansson，聲：折笠富美子）
戴著眼鏡，亞可的室友兼好友。芬蘭出身。對於常常暴走的亞可總是能冷靜吐槽應對。
性格魯莽，在〈魔法遊行〉篇亦有展露自己真正情感的一幕。
為小說集《日暮》大書迷，在《日暮》作者見面會答對所有跟小說有關的題目，最後獲得作者安娜貝爾寫作用筆。
能唱歌召喚精靈。
蘇西·曼芭芭拉（Sucy Manbavaran，聲：村瀨迪與）
亞可的室友兼好友。直言不諱且毒舌。東南亞出身。
非常喜歡菇類，擅長製作魔法藥，總是拿亞可當實驗品，亦會幫倒忙讓亞可陷入麻煩中。
曾在《宇宙巡警露露子》第8話客串。

#### 藍組
黛安娜·卡文迪許（Diana Cavendish，聲：日笠陽子）
本作第二主角。亞可班上的優等生同學，來自古老的魔女家庭。英國出身。自尊心高且有相當的實力，因其自尊心的關係在無意解開龍的封印後，也想獨自解決。
看不慣總是沉迷夏莉歐的亞可，但自己也是夏莉歐的粉絲，在故事開頭有位疑似黛安娜的年幼金髮少女在觀賞表演秀，并收藏有绝版的“相信的心就是你的魔法”卡牌。
在〈魔法遊行〉篇與亞可關係依然很差，但對亞可抱有一定的評價。
電視版個性則變得相當文靜，在第二集幫忙修復珍妮芙紀念樹了解到自己也會有犯錯的時候，平常也公平地對待亞可。
卡文迪許家的魔女過去以「慈悲」聞名，在發生戰爭的時候，會不分敵我一視同仁的治療傷者，在卡文迪許家的地下深處藏有戰爭時所使用的秘密醫院。黛安娜以卡文迪許的這段歷史為榮，但這對她也是一份重擔。
漢娜·英格蘭、芭芭拉·帕克（Hannah England、Barbara Parker，聲：中尾衣里、赤崎千夏）
皆自英國出身。黛安娜的跟班，常跟在黛安娜身邊行動。兩人非常瞧不起亞可。
芭芭拉跟洛蒂一樣是《日暮》的書迷。

#### 綠組
阿曼達·歐尼爾（Amanda O'Neill，聲：志田有彩）
〈魔法遊行〉篇初登場。和亞可協力舉辦魔法遊行的問題兒童三人組之一，個性有男孩子氣的少女。美國愛爾蘭裔出身。
電視版也一度看不起亞可，但也跟亞可一樣看不慣黛安娜。
喜歡偷東西，曾入侵學園的倉庫偷寶物，但當場被逮捕。
喜歡跳舞和派對，能使用掃帚輕快的跳舞。
康斯坦策·阿馬利埃·范·布勞恩西班柯-阿爾布雷希茲伯格（Constanze Amalie von Braunschbank-Albrechtsberger，聲：村川梨衣）
〈魔法遊行〉篇初登場。問題兒童三人組之一。身材矮小的少女。德國出身。
是個機械狂，經常違反校規改造機器，並且偷偷販售，在電視版第五集甚至掏出武器（槍、火箭炮）對抗惡龍群。
沉默寡言，但也有喜歡惡作劇的一面。
雅絲敏卡·安東年科（Jasminka Antonenko，聲：上田麗奈）
〈魔法遊行〉篇初登場。問題兒童三人組之一。俄羅斯出身。肉肉少女。極度貪吃，經常在上課時間偷吃東西故常常惹怒老師。
在問題兒童之中性格較為溫厚的一位。總是拿著零食吃個不停，也會分享給亞可等人。
簡稱「雅絲娜（ヤースナ）」。

#### 其他
旺加利（Wangari，聲：村川梨衣）
新月學園新聞網的記者，常對各種校內活動進行報道，此外也在負責校內雜誌的編寫。

### 新月學園教師
厄休拉·克里斯蒂斯（Ursula Callistis，聲：日高範子）
新月學園的魔法天文學老師。法國出身。私底下很操心亞可等人的事，關鍵時刻總是會默默使用魔法協助她們。
真實身分是「夏莉歐·杜諾爾」（シャリオ・デュノール，Chariot du Nord），為了某些原因，以「厄休拉·克里斯蒂斯」這個名字回到了新月學園任教。
因表演活動多，導致自身形象和其他魔女落差大，在魔女界評價不佳。
使用名為「閃亮之杖（シャイニィロッド）」的法杖並有著強力的魔法，也能變化成弓。不知為何遺失了，最後在迷宮（電視版是森林）裡被亞可發現。
克洛娃·梅里蒂艾斯（Croix Meridies，聲：竹內順子）
新月學園的現代魔法老師。義大利出身。謎一般的新任老師，把魔法與科技結合的先驅者，與夏莉歐是舊識。
米蘭達·霍布魯克（Miranda Holbrooke，聲：谷育子）
新月學園的第44任校長，為人憨厚老實。
安·芬妮蘭（Anne Finnelan，聲：山本留里佳）
新月學園的老師，非常嚴格維持校內的秩序，對現在魔女不遵守傳統感到相當不悅。
露基奇（Lukić，聲：岡本茉利）
被稱作神秘老師。即使是在新月學園之中也是最古老的魔女之一。
薩曼莎·巴德柯克（Samantha Badcock，聲：矢野亜沙美）
新月學園的數秘學老師，同時也擔任其他教科。財務擔當，是新月學園的校長助理。
是《日暮》的書迷，洛蒂的網友GreatBen810。
尼爾森（Nelson，聲：高山南）
新月學園的飛行魔法老師。特技教員。曾經作為騎掃帚國家代表在世界大賽中出場，也有過軍人的經驗。腰間經常裝備着降落傘。
派西斯（Pisces）
新月學園的魔法哲學老師，是一隻色彩鮮豔、尾鰭很長的金魚。

### 艾柏頓學校
安德魯·漢布里奇（Andrew Hanbridge，聲：金本涼輔）
國務大臣保羅·漢布里奇伯爵的兒子。就讀英國艾柏頓學校的學生，從小就認識黛安娜，原先認為魔法非常無趣，直到遇見亞可並且經歷過一連串事件後開始有所改變，於第十集了解到亞可對於魔法的熱情以及夢想的追逐後表明自己意見及理念不會完全和父親相同。
法蘭克（Frank，聲：興津和幸）
安德魯的朋友，英國出身。個性開朗，對魔法並不厭惡，第十集看中洛蒂並提出交往請求，但最後被婉拒。
路易斯·布萊克威爾（Louis Blackwell，聲：小村哲生）
國防大臣布萊克威爾的兒子。為人傲慢，討厭魔女。

### 卡文迪許家族
貝爾納黛特·卡文迪許（Bernadette Cavendish，聲：大井麻利衣）
黛安娜的母親，使盡全力地在這和平的時代延續卡文迪許家的傳統，但身體病弱，在黛安娜小時候就過世了。
達莉爾·卡文迪許（Daryl Cavendish，聲：安達忍）
戴安娜的阿姨。盜賣卡文迪許家產。
梅莉爾·卡文迪許、瑪莉爾·卡文迪許（Maril Cavendish、Merrill Cavendish，聲：三上遥香、伊達朱里紗）
達莉爾的女兒，雙胞胎姐妹。
安娜（Anna，聲：澤田泉）
卡文迪許家的女僕。從戴安娜小的時候就開始侍奉卡文迪許家。

### 九長者魔女
伍德沃德（Woodward，聲：堀江美都子）
九長者魔女之一，也是九人中唯一現在還在世的魔女。
在藍月之淵之中以太古亡靈的姿態，考驗了亞可。並指示厄休拉要收集七句言之端葉。
碧翠絲·卡文迪許（Beatrix Cavendish）
九長者魔女之一，被稱為「賢者」，卡文迪許家的第一個魔女。

### 其他
安娜貝爾·克雷姆（Annabel Crème，聲：諸星堇）
連載了120年的超大型歷史巨篇少女小說《日暮》的作者。
事實上《日暮》是由不同人續寫而成的，所以實際上是第十二任作者。
法芙尼爾（Fafnir，聲：飯塚昭三）
住在拉斯塔班遺蹟的巨龍。雖然是龍，但生活相當現代化，靠炒股和放高利貸維生。1000年前曾借給新月學園一筆資金，但由於現在沒有人可以解讀古代龍語書寫的借據，所以以此敲詐新月學園，靠著收取根本不存在的利息而獲利。直到黛安娜解讀了借據內容後才使欠款一筆勾銷。
保羅·漢布里奇（Paul Hanbridge，聲：玉野井直樹）
擔任國務大臣的政治家，期望安德魯能繼承他的志向。相當否定魔法。
布萊克威爾（Blackwell，聲：宮崎遊）
擔任國防大臣的政治家，同時也是艾普爾頓學校的理事長，認為如果為了建成強大的國家，那麼攻擊、壓制敵國這種強硬政治是必需的。
魔法道具屋的店員（聲：松島昭浩）
亞可跟她朋友平常光顧的魔法道具咖啡店的店員，販售各式樣的魔法道具、古董，外形神似真人實境秀節目《Pawn Stars》中一樣在古董店「Pawn Star」工作的店員Chumlee。

## 用語
魔女
歷史能追朔至2500年前，以使用「魔法」這種技術作為工作的職業。
現代的魔法因為科學技術的發達，而不被視為一個有實用性的技術。
閃亮之杖
閃耀夏莉歐使用過的魔法杖，在某次意外中被亞可獲得。
在TV版中，閃亮之杖是解開世界改變魔法「大三曲枝圖」封印的鑰匙「七星之劍」，它的外型會隨著七句「言之端葉」而發生變化。
新月魔法學校（Luna Nova Magical Academy）
創立於西元五世紀，有著將近1600年的歷史，為了培育年輕魔女而設立的魔法學校。
靈脈終點站
連接著靈脈的建築物，新月學園的魔女會利用它進入靈脈來進行遠距離移動。
阿爾克圖拉斯之森
由魔法樹所守護的神聖古老的森林。
有著許多無法確定的魔獸在此棲息著，所以禁止外人進入。
魔導石
綠色的魔法石。用來從靈脈中抽取魔力來提供給魔女使用。
妖精
以魔力作為能源活動的魔法生物，在新月學園裡做著各種各樣的工作。
由於新月學園的所有設施皆依靠妖精和精靈運作，所以沒有魔力時，學園裡的所有設施皆會停擺。
新月文字
太古的魔女所用的文字系統，據說是魔女們從月亮和繁星所學習得到的文字。
展鳳蝶
橫跨五大洲的蝴蝶，每120年羽化一次，據說會給看見的人心中點亮希望和光明。
魔道具咖啡屋
在布萊頓貝利的一間名為『Last Wednesday Society』的商店。進行著能變出青蛙腿的果汁和變出變色龍舌頭的糖果之類的魔法交易，像掃帚和魔杖的工具修理也同時進行著。普通人可以進入，店內也可以喝茶，在店內打工的青年熟知古董和魔女的歷史。
流星丸
有著自我意識的魔法掃帚，具有超越噴射飛機的性能，傳說中有魔女騎著它飛越過了大西洋。
因為自我意識太過強烈，而被魔道具店的店主封印，但被阿曼達給放了出來。
日暮（Night Fall）
持續發行了120年的超大型長篇歷史少女小說，最新發布的第365卷正在熱賣中。
據說作者安娜貝爾・克雷姆120年來一直在續寫本書。但其實安娜貝爾只是一個筆名，作者已經更換過了好幾代，每一代的作者都是由依附在鋼筆上的精靈所挑選出來的。
普拉里斯之泉
據說在新月學園北校舍的盡頭，經過北斗七星的拱門後能找到的泉水。會賜予蘊藏著光輝的魔女，浩瀚繁星的魔力。
藍月（BLUE MOON）
當一個月之中，有兩個滿月時的第二個滿月就被稱作藍月，是數年一遇的現象。傳說有個只在藍月之夜裡出現的亡靈，可以解答無論是現在、過去還是未來的一切問題。
九長者魔女（Nine Olde Witches）
創立新月學園的9人魔女。
新月學園外出規矩
①要有身為新月學園學生的驕傲
②不能使用魔法
魔法黃金期
200年前左右，在魔女狩獵和工業革命之間的時代。因為沒有機械，所以人們在生活中凡事都要依靠魔法。
一見鍾情蜂
能讓被螫的人愛上第一眼見到的對象的蜜蜂。
大三曲枝圖（Grand Triskele）
九長者魔女在阿爾克圖拉斯之森封印的巨大魔法，有著能改變世界的力量。
要解開這個魔法的封印，需要「七星之劍」和七句「言之端葉」。
言之端葉
封印世界改變魔法「大三曲枝圖」的七句咒文，需要「七星之劍」的持有人以自身之力真心理解咒文所代表的含意時才會發動。
第一句：Nod Y Lle Delfrydol《前往理想之地》
第二句：Pwysig Iw Pentyrru《夢想中的事物不會落入手中，只有腳踏實地，不斷累積的東西才會》
第三句：Le Cheile Beidh Muid《敞開心扉，一同歡笑》
第四句：Angen Amyneddag《完成一件事，忍耐非常重要》
第五句：Traddodiad A Grym《當傳統和新的力量結合之時，前往未知世界的大門將會開啟》
第六句：Diolch《謝謝》
第七句：Fásann Aisling Shlios《让梦想茁壮成长》
新月魔法學校魔法祭
新月魔法學校延續了1600年的傳統活動。為了顯示出新月魔法學校的實力，會進行魔法相關的展示表演。
每年被認為是最有才能的魔女會被授予「月光魔女」的稱號。
嘆息的巴哈洛瓦
在新月魔法學校魔法祭的尾聲，與敲響的半夜鐘聲一同甦醒的幽靈。
大約西元前2世紀，一位王族和關係非常要好的朋友度過一段幸福快樂的生活後，因為朋友離世的悲傷而變成了嘆息的亡靈。為了讓巴哈洛瓦一直沉睡到下一個魔法祭，每年都會舉行向巴哈洛瓦獻上活祭品的儀式。
魔法處理系統（Sorcery Solution System）
簡稱「SSS系統」，是庫洛娃開發的裝置，能夠將魔導石產生的稀少魔力保存起來，達成高效率的利用。
靈脈路由器
庫洛娃的發明，能在遠距離連接靈脈的裝置，讓魔女在魔導石範圍以外也可以使用魔法。
綠人病
千年一度才有機會在洛蒂老家附近發生的疾病。當各種糟糕條件齊聚時，由絕妙的溫度烤出酸鯡魚派所引發。
要是感染上了的話，身體會長出青苔，然後最後枯萎掉。要製作解毒劑需要『松樹林裡飄落的雪花』、『被風吹落的漿果葉』、『薩米人餵養的馴鹿新鮮糞便』、『綠色天狗菇』、『雪人製作的傳統藥之素』。
荒野狩獵（Wild Hunt）
在12日內狩獵徘徊在荒野上的孤魂野鬼的競賽活動。
以參加此比賽為目的所訓練的精銳被叫做荒野獵手（Wild Hunter），這活動有很大的人氣。
夏莉歐巨神
開場白是『炙熱的靈魂化為魔力，閃耀吧 正義的七星！相信的心是我們的魔法，魔導戰士 夏莉歐巨神！覲見』。
是康斯坦策和亞可為了荒野狩獵製作的飛船變形成的巨大機器人，外型和招式大都是捏它動畫天元突破。
由於粉絲的反應熱烈，官方特別製作了PS4的特製小遊戲《魔導戰士 格蘭夏利翁號》。
瓦岡蒂亞
過去夏莉歐前往後得到了第六句言之端葉的傳說之樹。
瓦岡蒂亞的花粉中含有強力的毒素，沾上了花粉的魔女將變得永遠無法在空中飛翔。
夢想精神燃料（Dream Fuel Spirit）
由庫洛娃開發的魔法，將「夢想」轉換成「魔力」的技術，藉以提供術者巨大的魔法源。
而吸收「夢想」同時也代表著奪取對方的魔力，被施術者將會失去一部分使用魔法的才能。

## 改編作品

### 電影
《小魔女學園：魔法遊行》（リトルウィッチアカデミア 魔法仕掛けのパレード）
2013年7月，《小魔女学园》宣布制作续篇，并开始在特设站点上向公众筹集制作资金。在资金筹集开始仅5小时即达到了目标的15万美元，1个月之内总共获得7,938名协助者资助的625,518美元。随后，官方公布了续作将以剧场版的形式于2015年年内上映。並於2015年10月9日起在日本进行限定两周的上映。

#### 製作人員
- 監督、原案、人物設計、作畫監督：吉成曜
- 劇本：大塚雅彦（第1章）、島田滿（第2章）
- 美術監督：金子雄司
- 色彩設計：垣田由紀子
- 攝影監督：山田豐德（第1章）、土田榮司（第2章）
- 編輯：坪根健太郎（REAL-T）
- 音響監督：渡邊淳
- 音樂：大島滿
- 製作人、擔當製作：堤尚子
- 原畫：吉成曜

- 中堅原畫：芳垣祐介、堀剛史、米山舞
- 青年原畫：金子雄人、坂本勝、三宮昌太、田頭悠郎、半田修平

- 動畫製作：TRIGGER

#### 主題曲
主題曲「Magic Parade」
作詞、作曲、編曲：MANYO，歌：大原由衣子（TOHO animation RECORDS）
插曲
作詞：島田滿，作曲：大島滿，歌：洛蒂（折笠富美子）

### 漫畫
小魔女學園
由作畫，於《Ultra Jump》2015年9月號（8月19日發售）開始連載。
| 冊數 | 集英社        | 集英社                 |
| 冊數 | 發售日期      | ISBN                   |
| ---- | ------------- | ---------------------- |
| 全   | 2016年1月19日 | ISBN 978-4-08-890348-4 |

小魔女學園 月夜王冠
由藤原友佳作畫，於《Ribon》2015年10月號（9月3日發售）開始連載。
| 冊數 | 集英社        | 集英社                 |
| 冊數 | 發售日期      | ISBN                   |
| ---- | ------------- | ---------------------- |
| 全   | 2016年6月25日 | ISBN 978-4-08-867407-0 |

小魔女學園
由左藤圭右作畫，於《月刊少年Ace》2017年2月號（12月26日發售）開始連載。單行本全3卷。
| 冊數 | KADOKAWA       | KADOKAWA               | 東立出版社    | 東立出版社                          |
| 冊數 | 發售日期       | ISBN                   | 發售日期      | EAN                                 |
| ---- | -------------- | ---------------------- | ------------- | ----------------------------------- |
| 1    | 2017年5月26日  | ISBN 978-4-04-105640-0 | 2018年6月8日  | EAN 471-094-555-567-6（首刷附錄版） |
| 2    | 2018年1月26日  | ISBN 978-4-04-106311-8 | 2018年7月9日  | EAN 471-094-555-568-3（首刷附錄版） |
| 3    | 2018年10月26日 | ISBN 978-4-04-107361-2 | 2020年4月13日 | ISBN 978-957-26-2143-1              |

### 小說
小魔女學園
橘桃（著）、（插畫）、TRIGGER／吉成曜（原作）
| 冊數 | KADOKAWA | KADOKAWA      | KADOKAWA               |
| 冊數 | 副標題   | 發售日期      | ISBN                   |
| ---- | -------- | ------------- | ---------------------- |
| 全   |          | 2017年4月15日 | ISBN 978-4-04-631705-6 |

### 電視動畫
2016年6月23日，動畫製作公司TRIGGER宣布小魔女學園電視動畫製作的計劃。電視動畫於2017年1月開始播出，全集25話。 

#### 製作人員
- 原作：TRIGGER、吉成曜
- 監督、人物原案：吉成曜
- 系列構成：島田滿
- 人物設計：半田修平
- 美術監督：野村正信
- 色彩設計：垣田由紀子
- 攝影監督：奧村大輔、萬直樹
- 主動畫師：堀剛史
- DESIGNWORKS：芳垣祐介
- 編輯：坪根健太郎
- 音樂：大島滿
- 音響監督：渡邊淳
- 音樂製作：東寶
- 音樂製作人：三上政高
- 執行製作人：武井克弘、大塚雅彥、David Lee
- 製作人：古澤佳寛、宇佐義大、鈴木公尚
- 動畫製作人：堤尚子
- 動畫製作：TRIGGER
- 製作：「小魔女學園」製作委員會

#### 主題曲
片頭曲
「Shiny Ray」（第1話－第13話）
作詞、作曲：uz，編曲：吉田穰，主唱：YURiKA　　
第1話作為片尾曲使用；第25話作為主題曲使用。
「MIND CONDUCTOR」（第14話－第24話）
作詞：eNu，作曲、編曲：R・O・N，主唱：YURiKA
片尾曲
（第2話－第13話、第25話）
作詞、作曲、主唱：，編曲：manzo
第1話未使用。
（第14話－第24話）
作詞、作曲、主唱：大原由衣子，編曲：鈴木Daichi秀行

#### 劇集列表
| 話數   | 日文標題          | 中文標題               | 劇本            | 分鏡              | 演出               | 作畫監督                                                              |
| ------ | ----------------- | ---------------------- | --------------- | ----------------- | ------------------ | --------------------------------------------------------------------- |
| 第1話  |                   | 新的開始               | 島田滿          | 吉成曜            | 宮島善博           | 半田修平                                                              |
| 第2話  |                   | 展凤蝶                 | 島田滿          | 吉成曜 中園真登   | 中園真登           | 金子雄人、齊藤健吾                                                    |
| 第3話  | Don't stop me now | 现在别阻止我           |                 | 摩砂雪            | 篠原啟輔           | 五十嵐海、齊藤健吾                                                    |
| 第4話  |                   | 日暮                   | 樋口七海        | 櫻井弘明          | 下平佑一           | 竹田直樹                                                              |
| 第5話  |                   | 新月学园与白龙         | 佐藤裕 大塚雅彥 | 福田道生          | 有冨興二           | 和田佳純、八木元喜 鳥山冬美                                           |
| 第6話  |                   | 普拉里斯之泉           | 島田滿          | 上荻雪羽 田村瑛美 | 宮島善博           | 田村瑛美                                                              |
| 第7話  |                   | 橙色潜水员             |                 | 雨宮哲            | 佐竹秀幸           | 岩崎將大                                                              |
| 第8話  |                   | 沉眠梦中的蘇西         | 今石洋之        | 中園真登          | 坂本勝、長谷川哲也 |                                                                       |
| 第9話  |                   | 布莱顿贝利亡靈遊記     | 樋口七海        | 大地丙太郎        | 關大               | 菊池政芳、藤田真弓 金璐浩、Kim Yongsik                                |
| 第10話 |                   | 蜜蜂騷亂               | 島田滿          | 小林寬            |                    | 花井柚都子、阪本麻衣                                                  |
| 第11話 |                   | 藍月                   | 島田滿          | 大嶋博之          | 下平佑一           | 和田佳純、中村真由美 五十嵐海                                         |
| 第12話 | What you will     | What you will          | 島田滿          | 益山亮司          | 宮島善博           | 田村瑛美、                                                            |
| 第13話 |                   | 薩溫節的魔法           | 島田滿          | 益山亮司          | 佐竹秀幸           | 竹田直樹、半田修平                                                    |
| 第14話 |                   | 新時代魔法             |                 | 小倉陳利          | 中園真登           | 岩崎將大、長谷川哲也                                                  |
| 第15話 |                   | 烈火夏利奥             | 島田滿          | 上荻雪羽          | 鈴木裕輔           | 辻浩樹、萩原省智 德田拓也、高橋慶江 清水拓磨                          |
| 第16話 |                   | 波赫尤拉的試煉         |                 | 小倉陳利          | 鈴木芳成           | 菊池政芳、關真弓 金璐浩、岸寬毅                                       |
| 第17話 |                   | 阿曼達·歐尼爾與聖杯    | 佐藤裕 大塚雅彥 | 摩砂雪            | 金子祥之           | 石毛理惠、 五十嵐海                                                   |
| 第18話 |                   | 空中大戰斯坦飛船       | 樋口七海        | 小林寬            | 下平佑一           | 坂本勝、田村瑛美                                                      |
| 第19話 |                   |                        | 樋口七海 島田滿 | 益山亮司          | 藤井辰巳           | 小野田貴之、櫻井司 笹川彌幸、德田拓也 苗木陽子                        |
| 第20話 |                   | 知性和感性             | 樋口七海 島田滿 | 小松田大全        | 宮島善博           | 竹田直樹、中村真由美                                                  |
| 第21話 |                   | 瓦岡蒂亞               | 島田滿          | 小倉陳利          | 柴田匠             | 笹川彌幸、小野田貴之 張丁、徳田拓也 柴田健兒、菊池正芳 關真弓、金璐浩 |
| 第22話 |                   | 夏莉歐與克魯瓦         | 島田滿          | 小林寬            | 佐竹秀行           | 石毛理惠、長谷川哲也                                                  |
| 第23話 |                   | 昨天                   | 大塚雅彥        | 川畑喬            | 粟井重紀           | 菊池政芳、關真弓 金璐浩、松本和志 辻浩樹                              |
| 第24話 |                   | 通往阿爾克圖拉斯的道路 | 大塚雅彥        | 小倉陳利          | 中園真登           | 竹田直樹、 田村瑛美、中村真由美                                       |
| 第25話 |                   | 言之端葉之樹           | 大塚雅彥        | 吉成曜 今石洋之   | 宮島善博           | 半田修平、石毛理惠 齊藤健吾、長谷川哲也 五十嵐海、米山舞              |

#### 播放電視台
日本深夜動畫：下文記載的日本国内播放時間使用日本標準時間（UTC+9）表示。因為部分時間标识會採用30小时制，因此請留意这类超过24:00的时间，其實際播放時間為翌日清晨。
| 播放地區   | 播放電視台 | 播放日期       | 播放時間                  | 備註                   |
| ---------- | ---------- | -------------- | ------------------------- | ---------------------- |
| 東京都     | TOKYO MX   | 2017年1月8日－ | 星期日 24時00分－24時30分 |                        |
| 日本全國   | BS11       | 2017年1月8日－ | 星期日 24時30分－25時00分 | BS放送 /『ANIME+』節目 |
| 近畿廣域圈 | 關西電視台 | 2017年1月8日－ | 星期日 25時55分－26時25分 |                        |

| 發佈     | 發佈日期       | 發佈時間    | 備註 |
| -------- | -------------- | ----------- | ---- |
| Netflix  | 2017年1月9日－ | 星期一 更新 |      |
| Bilibili | 2017年1月9日－ | 中国大陆    |      |

#### BD / DVD
| 卷數 | 發售日期       | 收錄話數       | 規格編號   | 規格編號   |
| 卷數 | 發售日期       | 收錄話數       | BD初回版   | DVD初回版  |
| ---- | -------------- | -------------- | ---------- | ---------- |
| 1    | 2017年4月19日  | 第1話－第3話   | TBR-27086D | TDV-27095D |
| 2    | 2017年5月17日  | 第4話－第6話   | TBR-27087D | TDV-27096D |
| 3    | 2017年6月21日  | 第7話－第9話   | TBR-27088D | TDV-27097D |
| 4    | 2017年7月19日  | 第10話－第12話 | TBR-27089D | TDV-27098D |
| 5    | 2017年8月9日   | 第13話－第15話 | TBR-27090D | TDV-27099D |
| 6    | 2017年9月13日  | 第16話－第18話 | TBR-27091D | TDV-27100D |
| 7    | 2017年10月18日 | 第19話－第21話 | TBR-27092D | TDV-27101D |
| 8    | 2017年11月15日 | 第22話－第23話 | TBR-27093D | TDV-27102D |
| 9    | 2017年12月13日 | 第24話－第25話 | TBR-27094D | TDV-27103D |

### 電子遊戲
改編電子遊戲《小魔女學園 時空魔法與七大不可思議》由A+ Games開發，萬代南夢宮於2017年發行。

## 外部連結
- 電影《小魔女學園》官方網站 （页面存档备份，存于）（日語）
- 電視動畫《小魔女學園》官方網站 （页面存档备份，存于）（日語）
- 動畫未來官方網站 （页面存档备份，存于）（日語）
- 小魔女學園的X（前Twitter）（日語）
- 小魔女學園的Facebook專頁（日語）
- PS4《小魔女學園 時空魔法與七大不可思議》官方網站 （页面存档备份，存于）（日語）